# Acurana
Acurana (Hydropsalis climacocerca) é uma espécie de bacurau-tesoura que é encontrada vivendo às margens dos rios e ilhas fluviais na Amazônia. Tais aves medem cerca de 28 cm de comprimento, possuindo coloração castanha, faixa na asa, partes inferiores do corpo e caudas brancas.

## Nomes populares
Essas aves também  são conhecidas pelo nome de curacão.[carece de fontes?] O nome acurana foi selecionado como nome vernáculo técnico para a espécie pelo Comitê Brasileiro de Registros Ornitológicos (CBRO) em 2021.

## Subespécies
São reconhecidas cinco subespécies:
- Hydropsalis climacocerca climacocerca (Tschudi, 1844) – ocorre no leste e sudeste da Colômbia, sul e leste da Venezuela, norte do Brasil (Pará), leste do Equador, leste do Peru e norte da Bolívia.
- Hydropsalis climacocerca schomburgki (P. L. Sclater, 1866) – ocorre no leste da Venezuela, no norte do Brasil e nas Guianas.
- Hydropsalis climacocerca intercedens (Todd, 1937) – ocorre na região central da amazônia brasileira: encontrado apenas na localidade tipo em Óbidos, no oeste do estado do Pará.
- Hydropsalis climacocerca pallidior (Todd, 1937) – ocorre na região norte e central da amazônia brasileira: encontrado somente na localidade tipo em Santarém no oeste do estado do Pará.
- Hydropsalis climacocerca canescens (Griscom & Greenway, 1937) – ocorre na região central da amazônia brasileira. Encontrado somente no baixo rio Tapajós, no oeste do estado do Pará.